# Pauline Cheviller
Pauline Cheviller, née le 6 janvier 1989, est une actrice française.

## Biographie

### Vie privée
L'acteur Charles Berling a été son compagnon de 2017 à 2022.

## Filmographie

### Cinéma
- 2013 : Hafida (court métrage) de Loïc Nicoloff : Emilie
- 2014 : 24 jours d'Alexandre Arcady : Anne-Laure
- 2014 : Le Pont de l'ange (court métrage) de Laurent Helas
- 2016 : Les Enfants de la chance de Malik Chibane : Véronique
- 2018 : L'Accroc (court métrage) d'Isabelle Desalos : Camille

### Télévision
- 2010 : Camping paradis, saison 2, épisode 2 Mamans en grève de Philippe Proteau : Cléa Martin
- 2010 : Mes amis, mes amours, mes emmerdes..., saisons 2 & 3 de Jean-Marc Auclair : Juliette
- 2013 : Léo Matteï, Brigade des mineurs, saison 1, épisode 2 Alerte : disparitions d'Alexis David : Julia Vannier
- 2015 : Mystère à l'Opéra (téléfilm) de Léa Fazer : Faustine Fontaine[2]
- 2016 : Le Secret d'Élise (mini série) d'Alexandre Laurent : Catherine Enthoven
- 2016 : Capitaine Marleau, saison 1, épisode 4 Brouillard en Thalasso de Josée Dayan : Coralie Mons
- 2018-2022 : Balthazar de Frédéric Berthe : Lise Castel
- 2021 : Rebecca (mini série) de Didier Le Pêcheur : Laëtitia Baumann
- 2021 : L'Oiseau de feu d'Igor Stravinsky avec l'Orchestre philharmonique de Radio France[3]

## Théâtre
- 2015 : Vu du pont d'Arthur Miller, adaptation et mise en scène Ivo van Hove, Théâtre de l'Odéon
- 2016 : Perséphone d'Igor Stravinsky mise en scène de Peter Sellars, Opéra de Lyon
- 2016 : Œdipus rex d'Igor Stravinsky mise en scène de Peter Sellars, Grand Théâtre de Provence
- 2019 : Le Misanthrope de Molière, mise en scène Peter Stein, Le Comédia Théâtre-Libre
- 2022 : La Trilogie de la villégiature de Carlo Goldoni, mise en scène Claudia Stavisky, théâtre des Célestins